# Heliconius holcophora
Heliconius holcophora är en fjärilsart som beskrevs av Otto Staudinger 1896. Heliconius holcophora ingår i släktet Heliconius och familjen praktfjärilar. Inga underarter finns listade i Catalogue of Life.